# Godegisel
Godegisel (473-501) foi um rei da Borgonha , filho do rei Gondioco e irmão de Gundebaldo.
Conspirou com Clóvis I a fim de eliminar seu irmão Gundebaldo e converter-se em rei da Borgonha.
Clóvis o ajudou com a promessa de um tributo anual, e no ano 500 derrotou Gundebaldo em Dijon. Mas Gundebaldo fugiu para Avinhão e em 501 conseguiu conquistar seu reino. Depois, assassinou Godegisel em Viena e colocou seu filho Sigismundo da Borgonha no trono.